# Île de Souzay
L'île de Souzay ou de Dampierre est une île de la Loire, en France appartenant administrativement à Souzay-Champigny.

## Description
Il s'agit d'une longue île de plus de 3 km pour une largeur d'environ 600 m ; agrandie au fil des décennies par des bancs de sable qui l'ont reliée aux îles voisines, elle divise le lit de la Loire en deux bras de largeur inégale. Située un peu en aval du confluent de la Vienne et de la Loire, elle comporte plusieurs habitations dont un gîte.

## Histoire
Les héros du roman La sainte famille, de Florence Seyvos, passent leur enfance dans l'île de Souzay.